# Сон смешного человека
«Сон смешно́го челове́ка» (рус. дореф. «Сонъ смѣшного человѣка») — «фантастический рассказ» Ф. М. Достоевского. Впервые напечатан в апрельском выпуске «Дневника писателя» 1877 года. При жизни писателя не перепечатывался.

## Сюжет
Одинокий молодой человек, окружение которого с малых лет считает его смешным чудаком, решает застрелиться из-за поселившейся в нём идеи. Но совесть из-за сделанного им подлого дела не даёт покоя. В раздумье уже перед револьвером герой засыпает. Во сне он видит мир, который внешне точь-в-точь похож на Землю, но в котором всё идеально: нет злости, зависти, ревности, воровства. Земля являлась идеалом во всём. Постепенно тот мир у него на глазах превращается в падший мир, как на Земле, и причиной этого падения оказывается сам герой рассказа. Просыпается герой совсем другим человеком с осознанием того, что лучше в несовершенном мире сеять любовь и добро, чем наоборот.

## Экранизация
- 1989 — «Посещение» — фильм Валерия Ткачёва.
- 1992 — «Сон смешного человека» — мультфильм Александра Петрова.